# Роман Кінаст
Роман Кінаст (нім. Roman Kienast, нар. 29 березня 1984, Зальцбург) — австрійський футболіст, нападник клубу «Штурм» (Грац).
Ставав чемпіоном Австрії разом з трьома різними клубами — «Рапідом» (Відень), «Штурмом» (Грац) та «Аустрією» (Відень), а у складі національної збірної Австрії був учасником домашнього чемпіонату Європи.

## Клубна кар'єра
Народився 29 березня 1984 року в місті Зальцбург. Вихованець юнацької академії «Фезендорф», з якої 2002 року потрапив до молодіжної команди «Рапіда» (Відень).

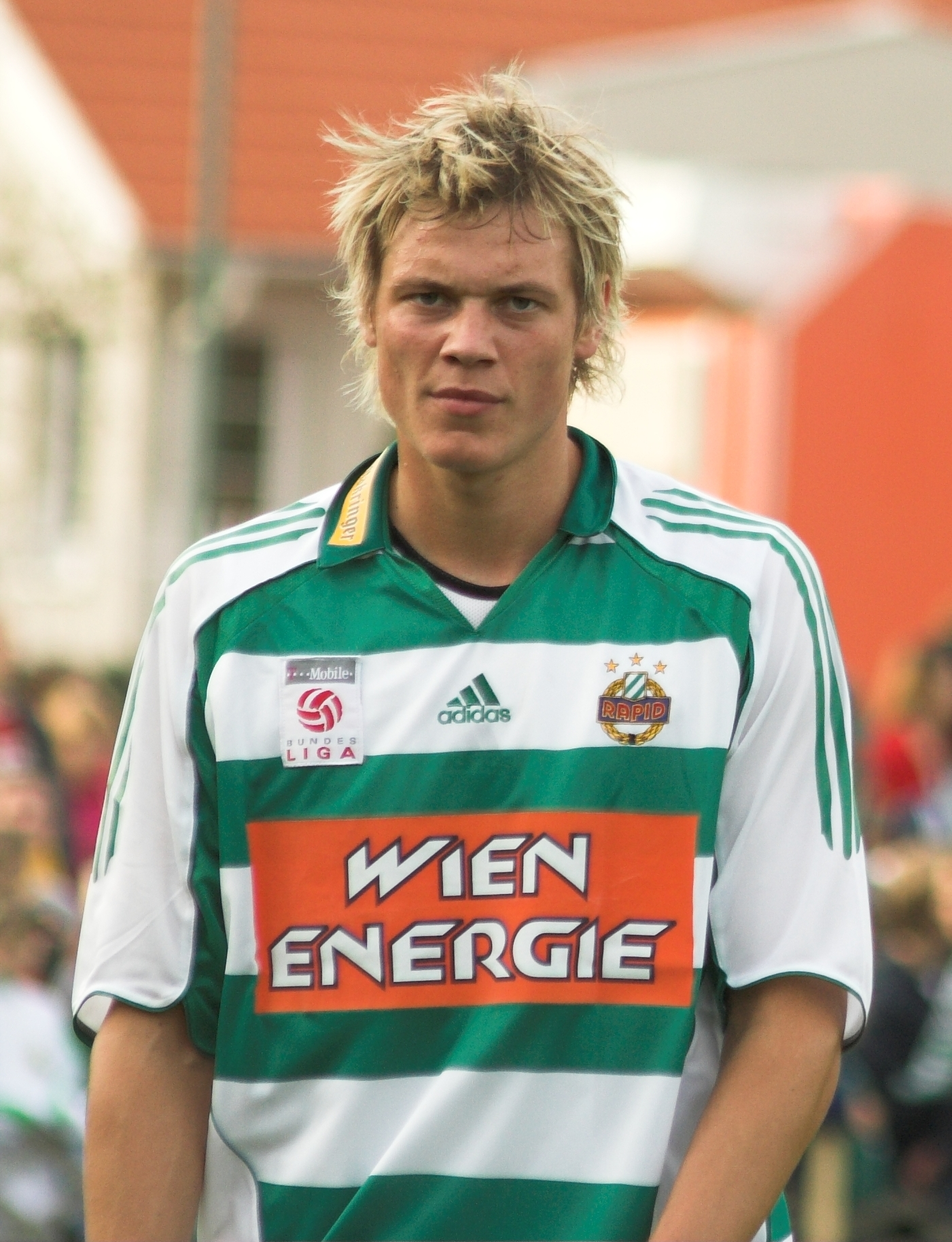
Роман Кінаст під час виступів за «Рапід». 8 жовтня 2005 року.

У дорослому футболі дебютував 2002 року виступами за «Рапід» і грав аж до 2006 року, ставши за цей час разом з командою чемпіоном Австрії 2005 року, а потім, у тому ж році, і учасником групового етепу Ліги чемпіонів. Всього за «Рапід» Кінаст зіграв у чемпіонаті 55 матчів і забив 3 м'ячі. Крім того з липня по вересень 2004 року він недовго на правах оренди виступав за «Альтах», провівши в його складі 6 матчів і забивши 4 м'ячі в Ересте лізі.
У березні 2006 року на правах оренди перейшов до норвезького клубу «Гамаркамератене», який незабаром викупив його трансфер. Наприкінці липня 2008 року був відданий в оренду в щведський «Гельсінгборг», де повинен був замінити Разака Омотойоссі, але не виправдав очікувань і незабаром повернувся до «Гамаркамератене». У сезоні 2008 «Гам-Кам» вибув з Тіппеліги у перший дивізіон,, а в сезоні 2009 вибув у другий дивізіон, після чого Кінаст покинув клуб у кінці року.
В січні 2010 року Роман перейшов у «Штурм» з Граца на правах вільного агента, підписавши контракт терміном на півроку з можливістю продовження ще на два роки Ця опція було використана 6 квітня 2010 року. Дебютував у складі «Штурму» Кінаст 10 лютого 2010 року в матчі Кубку Австрії проти «Ред Булла» з Зальцбурга і забив гол у цій грі.. Загалом за підсумками того сезону 2009/10 Кінаст зі «Штурмом» виграв Кубок Австрії, а у наступному вдруге у своїй кар'єрі став чемпіоном країни. Більшість часу, проведеного у складі «Штурма», був основним гравцем атакувальної ланки команди і одним з головних бомбардирів команди, маючи середню результативність на рівні 0,49 голу за гру першості.
30 січня 2012 року перейшов до столичної «Аустрії», кольори якої захищав наступні три роки. Граючи у складі віденської «Аустрії» також здебільшого виходив на поле в основному складі команди і у сезоні 2013/14 втретє у своїй кар'єрі став чемпіоном Австрії.
У січні 2015 року повернувся в «Штурм» (Грац). Відтоді встиг відіграти за команду з Граца 24 матчі в національному чемпіонаті.

## Виступи за збірні
Виступав у складі юнацької збірної Австрії, разом з якою виграв бронзову медаль на юнацькому чемпіонаті Європи (U-19) в Ліхтенштейні. Всього взяв участь у 7 іграх на юнацькому рівні, відзначившись 3 забитими голами.
Протягом 2006-2007 років залучався до складу молодіжної збірної Австрії. На молодіжному рівні зіграв у 26 офіційних матчах, забив 4 голи.
13 жовтня 2007 року дебютував в офіційних іграх у складі національної збірної Австрії в товариському матчі зі збірною Швейцарії (1:3), а перший і єдиний м'яч забив 27 травня 2008 року в товариському матчі проти збірної Нігерії (1:1). В тому ж місяці був включений тренером Йозефом Гікерсбергером у фінальну заявку на домашній чемпіонат Європи 2008 року, на якому зіграв у всіх трьохх матчах команди в групі. 
Наразі провів у формі головної команди країни 11 матчів, забивши 1 гол.

## Титули і досягнення

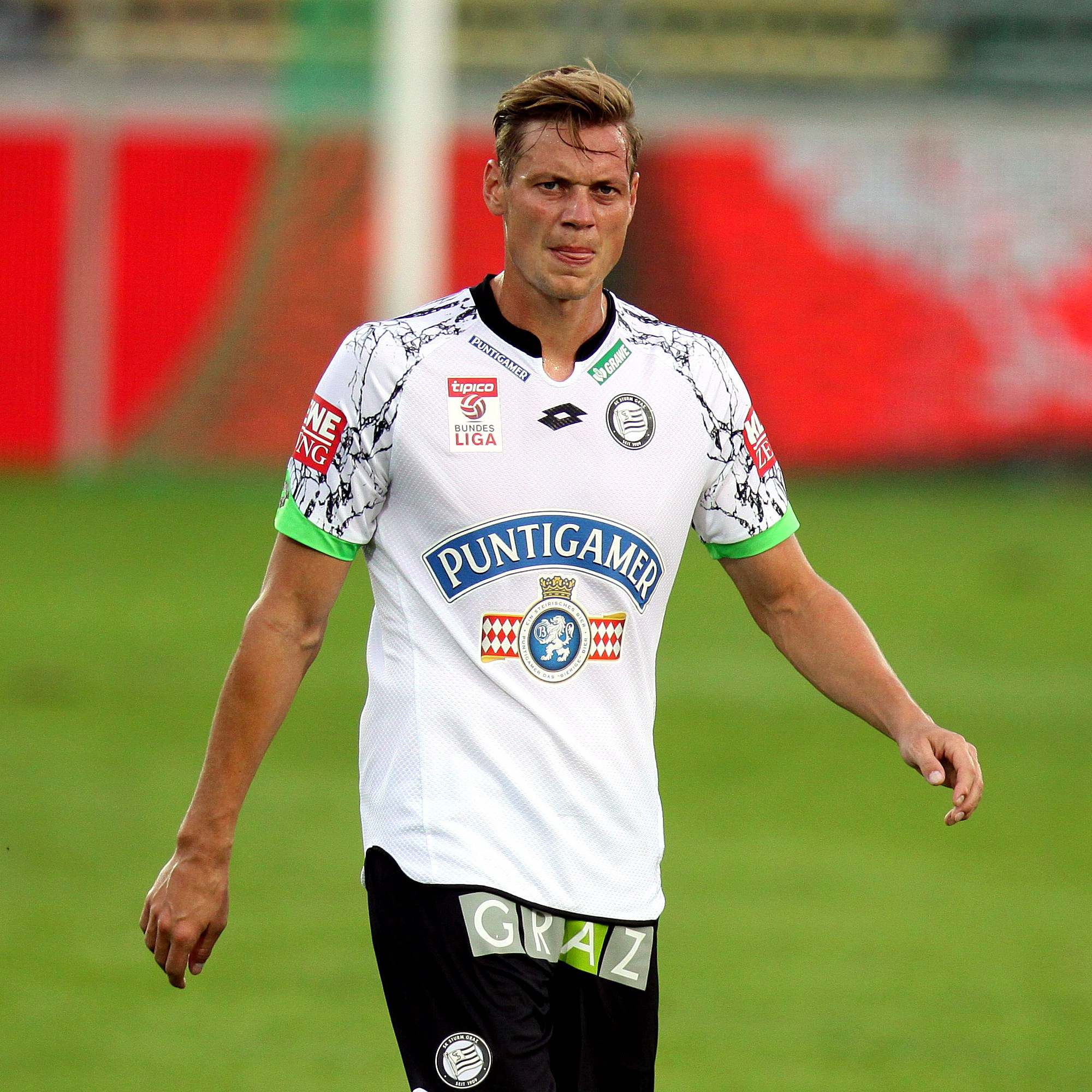
Роман Кінаст під час виступів за «Штурм». 13 вересня 2015 року.

- Чемпіон Австрії (3):

«Рапід» (Відень): 2004-05
«Штурм» (Грац): 2010-11
«Аустрія» (Відень): 2012-13
- Володар Кубка Австрії (1):

«Штурм» (Грац): 2009-10